# Транкінговий зв'язок
Транкінговий радіозв'язок - призначений для забезпечення голосового зв'язку між великою кількістю рухомих абонентів при обмеженій кількості радіоканалів.
Принцип транкінгового радіозв'язку полягає у вільному доступі абонентів до декількох радіоканалів. При цьому конкретна лінія зв'язку надається абоненту автоматично за певним протоколом. Зараз існує декілька транкінгових протоколів, які розроблювались фірмами-виробниками радіоустаткування.
Всі ці протоколи закриті для широкого використання і не є стандартизованими. Тому абонентське устаткування різних фірм-виробників не має сумісності і це є великим недоліком таких систем.
За участю компанії Motorola був розроблений відкритий протокол (МРТ1327) для транкінгових систем з аналоговою передачею голосу, який став стандартом у країнах Європи.
Особливістю стандарту МРТ1327 є наявність виділеного каналу управління, яким з швидкістю 1200 б/с передаються сигнали керування. Всі інші радіоканали, утворені базовими станціями, призначені для голосового зв'язку абонентів і передачі даних. Іншими властивостями систем зв'язку на основі МРТ1327 є автоматичний пошук і реєстрація абонентів з перевіркою серійних номерів радіостанцій, автоматичне звільнення каналу при відсутності передачі. А також сортування всіх викликів, що надходять, за пріоритетами. Виклики з низьким рівнем пріоритету стають у чергу на обслуговування. Таким чином в будь-якому випадку кожен абонент отримує можливість доступу у мережу.